# Киёхимэ
Киёхимэ (яп. 清姫, «чистая принцесса»), или просто Киё — в японском фольклоре дочь (по некоторым версиям — вдова) деревенского старосты или помещика по имени Сёдзи, жившего на берегу реки Хидака. Семья была вполне состоятельной, чтобы предоставить жилье странствующим монахам, посещавшим эти места, дабы повидать синтоистское святилище.

## Происхождение
Однажды красивый монах Андзин, посетивший святилище, влюбился в прекрасную девушку по имени Киёхимэ, но ему удалось подавить овладевшую им страсть, и последующих встреч он старался избегать. Киё пришла в ярость от этого и в гневе преследовала его. Она нагнала Андзина на берегу реки Хидака, где монах просил лодочника помочь ему переправиться через реку, но сказал, чтобы тот не пускал в лодку Киёхимэ. Когда Киё поняла, что Андзин уходит, она бросилась в воду и поплыла за лодкой. Пока она плыла сквозь буйное течение, в гневе она перевоплотилась в дракона. Когда Адзин увидел Киёхимэ, преследующую его в облике огромного дракона, он побежал к храму Додзёдзи (яп. 道成寺 до:дзё:дзи). Он попросил у священников укрытия, и те спрятали его под колоколом храма. Но дракон унюхал его внутри колокола и принялся кружить вокруг. Киёхимэ несколько раз громко ударила хвостом в колокол, а затем окатила его пламенем, расплавив его и погубив Андзина.

## Киёхимэ в культуре
- Фильм Кихатиро Кавамото (яп. 川本 喜八郎 Кавамото Кихатиро:) «Додзёдзи», снятый в 1976 году по одноименной пьесе театра Но, является интерпретацией классической истории о Киёхимэ.
- Персонаж игры "Fate/Grand Order"
- Sr и SP персонаж вселенной онмеджи